# Whitaker (famiglia)
La famiglia dei Whitaker era una ricca famiglia di imprenditori originari del West Yorkshire. Fa parte della borghesia intraprendente del XIX secolo, trapiantata nella società siciliana, come altre famiglie inglesi quali i Woodhouse, Hopps, Ingham e Pyne. La famiglia Whitaker ebbe un ruolo nel Risorgimento italiano, nell'archeologia, nell'ornitologia, nello sport e nella cultura dell'epoca.

## Storia

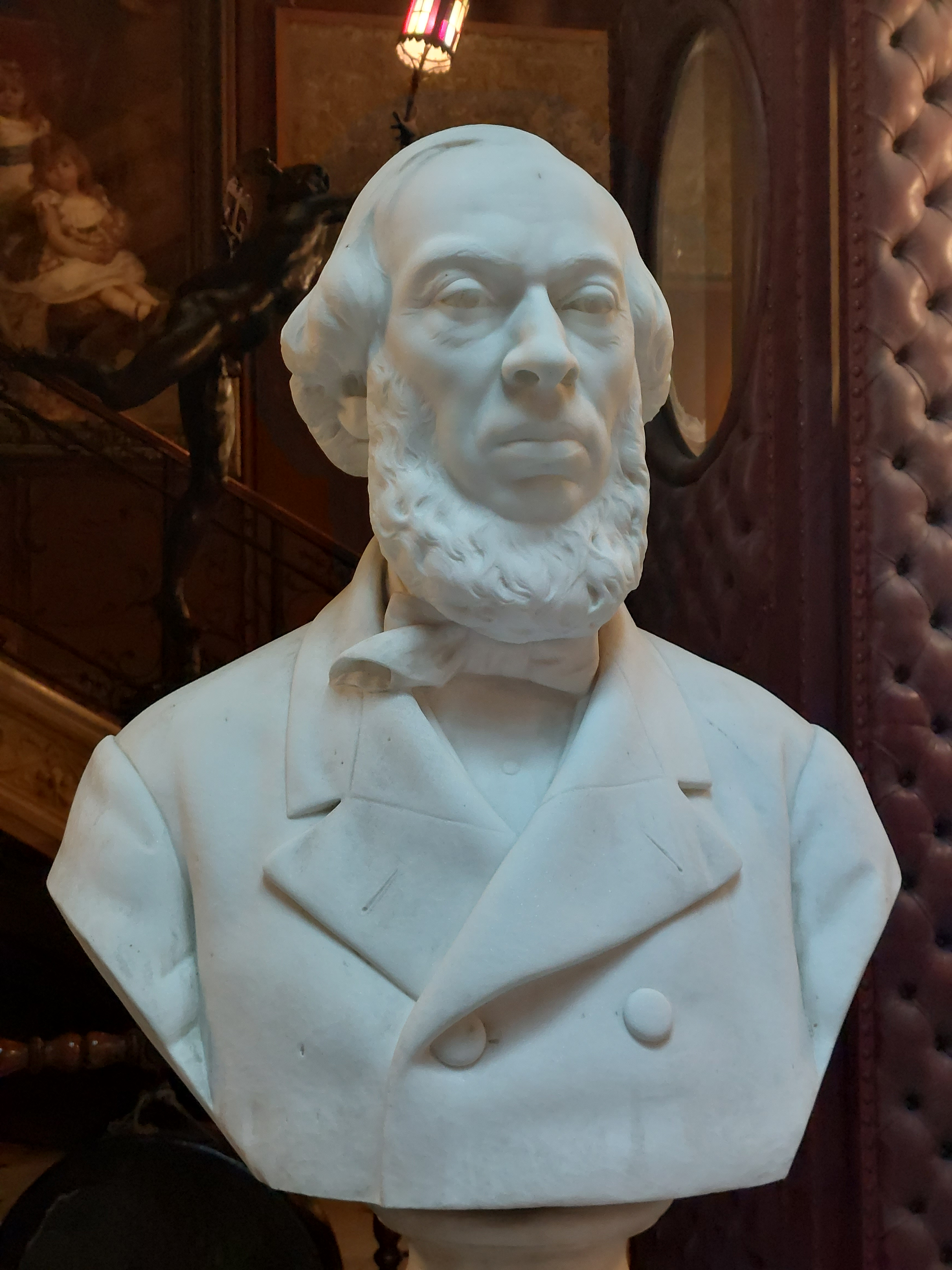
Busto di Joseph Whitaker, opera di Benedetto Civiletti, nell'atrio di Villa Malfitano

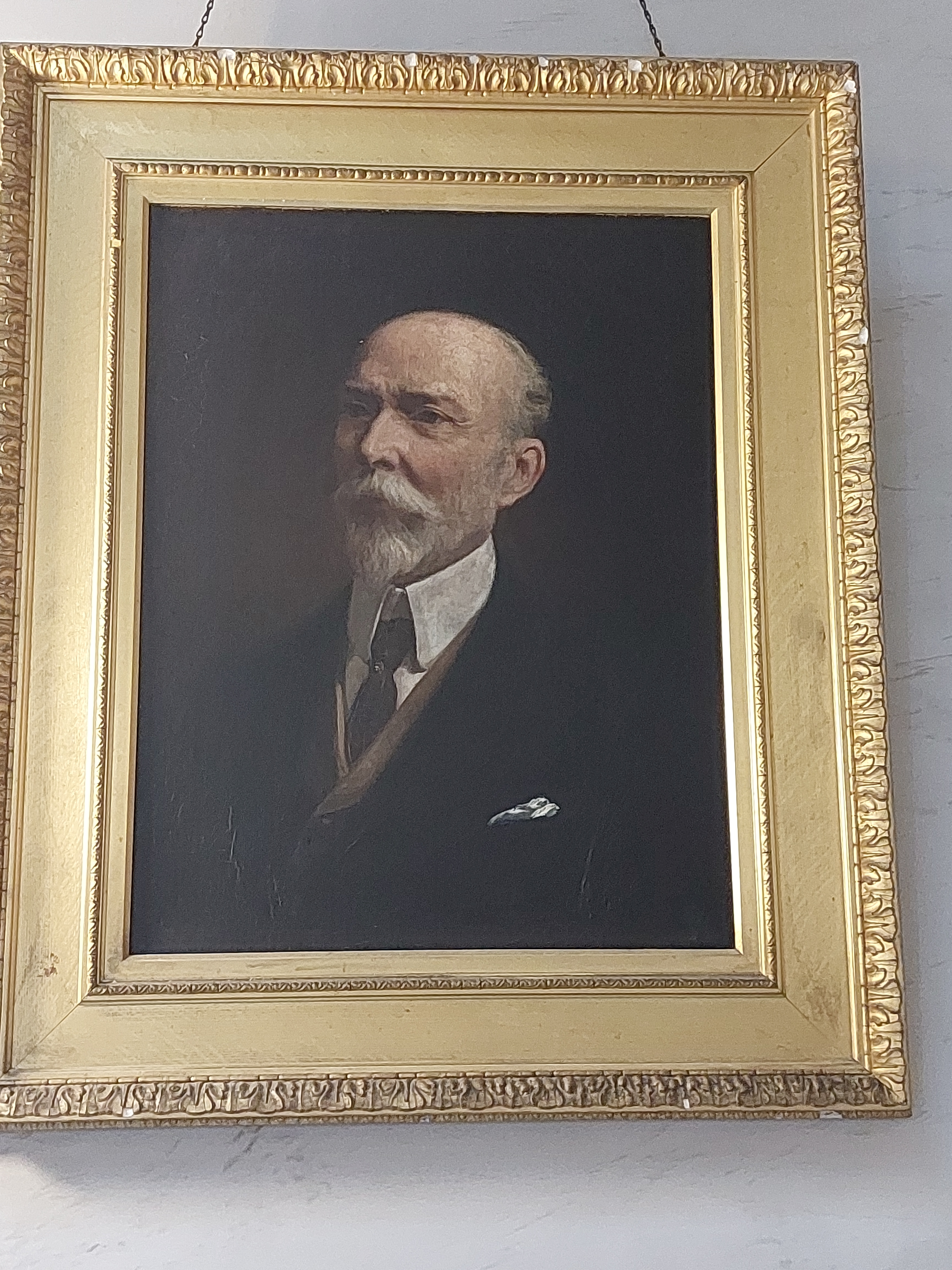
Ritratto di Joseph I. S. Whitaker, nell'atrio di Villa Malfitano

Capostipite della famiglia fu Joseph Whitaker, nato in Gran Bretagna il 7 agosto 1802 da Mary Ingham sorella di Benjamin, si era trasferito a Palermo nel 1819 per collaborare con lo zio Benjamin Ingham nelle attività della Casa di Commercio Ingham & C. e della fabbrica di vini a Marsala.
Oltre ad inventare produrre ed esportare il vino marsala, nel baglio Ingham-Whitaker, zio e nipote crearono una flotta di velieri che raggiungeva l'America del Nord e l'Estremo Oriente. Nel 1840 alla loro attività venne associato il giovane amico Vincenzo Florio.
Nel 1848 la loro nave Palermo venne messa a disposizione del governo rivoluzionario siciliano e nel 1860, mentre Garibaldi con i suoi volontari sbarcava a Marsala, il baglio Ingham-Whitaker e quello di Woodhouse, inalberarono il vessillo britannico. In riconoscimento dell'aiuto dato alla causa di Garibaldi, la bandiera della nave Lombardo venne donata al baglio Ingham-Whitaker.
Il 18 marzo 1837 Joseph Whitaker sposò Eliza Sophia Sanderson, dalla quale ebbe dodici figli;
- Benjamin Ingham Whitaker detto Benny (1838-1922)
- Alexandrina Mary detta Ackie (1840-1925)
- William Ingham Whitaker detto Willie (1841-1893)
- Sophia (1842-1899)
- Joseph (1843-1844)
- Caroline detta Carrie (1845-1934)
- Joshua detto Joss (1849-1926)
- Joseph Isaac Spadafora Whitaker detto Pip (1850-1936)
- John Arthur (1852-1923)
- Robert Sanderson (1856-1923)
- Alexander Ingham (1857-1933)
- Albert Edward (1860-1945)

Nel 1871, Joseph Whitaker e il cugino Benjamin Ingham jr (1810-1872) annunciarono l'intenzione di costruire, a loro spese, una chiesa nella quale potessero essere officiati gli uffici della chiesa d'Inghilterra per "il beneficio spirituale dei loro compatrioti protestanti, sia residenti a Palermo, sia in visita alla città" .
Benjamin Ingham jr donò un proprio terreno sito di fronte l'allora Palazzo Ingham (oggi Grand Hotel et des Palmes) ma morì nel 1872, Whitaker si occupò della costruzione dell'edificio che iniziò nel 1872 e venne inaugurato il 19 dicembre 1875. Il progetto venne stilato dall'architetto Henry Christian (1832-1906), che era marito di Caroline Whitaker.
Alla morte di Joseph Whitaker avvenuta nel 1884, il figlio Joshua, ne divenne l'amministratore; quando questi morì nel 1926, tale compito passò al fratello Joseph e poi alla nipote Delia la quale, come ultima amministratrice, affidò la chiesa alla Diocesi di Gibilterra. Joseph Whitaker lasciò tra i vari cespiti finanziari, quello costituito dallo stabilimento vinicolo Ingham-Whitaker di Marsala, ai figli Robert, Joshua e Joseph Isaac, i quali gestirono in comunione il patrimonio ereditato.
Joseph Isaac Spadafora Whitaker detto familiarmente Pip, marito di Caterina Scalia, figlia di Alfonso patriota esule in Inghilterra, si occupò dell'azienda vinicola per qualche tempo, ma contemporaneamente si occupava di altri interessi.
Era attratto dalla quiete dell'isoletta di San Pantaleo, nello Stagnone di Marsala, e soprattutto dalla possibilità di andare a caccia di uccelli rari, per soddisfare la sua passione per l'ornitologia che coltivava anche andando in Tunisia.
Apprese che l'isoletta di San Pantaleo era la Mothia punica dove già erano stati effettuati scavi e dove erano stati ritrovati reperti archeologici fin dal 1793 ad opera del Barone Rosario Alagna di Mothia della quale isola era stato infeudato e dopo era stato nominato sovrintendente all'antichità. Con l'abolizione del feudalesimo nel 1806, l'isola rimase ai contadini del luogo come enfiteuti.
Nei primi anni del Novecento Joseph acquistò tutta l'isoletta dagli stessi contadini che ne possedevano piccoli lotti. Iniziò così per lui la grande avventura dell'archeologia nel 1921 pubblicò un volume in lingua inglese sulla Mothia punica. Nel 1926, dopo la morte del fratello Joshua, divenne amministratore della chiesa anglicana di Palermo.

Antonino Di Giorgio e Norina Whitaker il giorno del loro matrimonio

Dal matrimonio con Caterina Scalia ebbe due figlie; la primogenita Sophia Juliet Emily Eleanora conosciuta come Norina che sposò in tarda età il generale Antonino Di Giorgio. La secondogenita Cordelia Stella Georgette Edith Whitaker meglio conosciuta come Delia Whitaker, che rimase nubile.
Nel 1968 Delia fu costretta a donare all'Ulster Museum a Belfast la ricca collezione ornitologica messa insieme dal padre, bisognosa di manutenzione, dopo che era stata offerta invano alla Regione Siciliana. Vincenzo Tusa consigliò a Delia di costruire una fondazione per assicurare l'integrità del suo patrimonio e la continuità delle ricerche archeologiche del padre a Mozia.
Delia, come ultima amministratrice della chiesa anglicana di Palermo, affidò la chiesa alla Diocesi di Gibilterra.
Dopo la morte di Delia nel 1971, Villa Malfitano e l'isola di Mozia venivano a far parte della Fondazione Giuseppe Whitaker, posta sotto il patrocinio dell'Accademia dei Lincei.
La villa della tenuta dei Parioli in Roma andò in eredità a Giuseppe Di Giorgio, nipote, il quale creò la Fondazione Whitaker per incarico ricevuto da zia Delia, istituita con decreto cel presidente della Regione Siciliana nel 1975.
Nel 1979 grazie agli scavi continuati da Delia fu scoperta la statua marmorea del V secolo Giovane di Mozia.